# PS3 Media Server
PS3 Media Server è un programma compatibile con lo standard DLNA. Originariamente scritto per essere compatibile solo con PlayStation 3, è stato aggiunto il supporto ad altri apparecchi come Xbox 360 e varie televisioni Samsung e Sony. Scritto in Java, esso si occupa dello Streaming in rete lan o Wi-Fi di flussi audio e video dal pc ad apparecchiature compatibili. Tramite questo programma si possono quindi condividere file multimediali tra PlayStation 3 e un PC con Windows.